# Onze-Lieve-Vrouwekerk (Gestel)

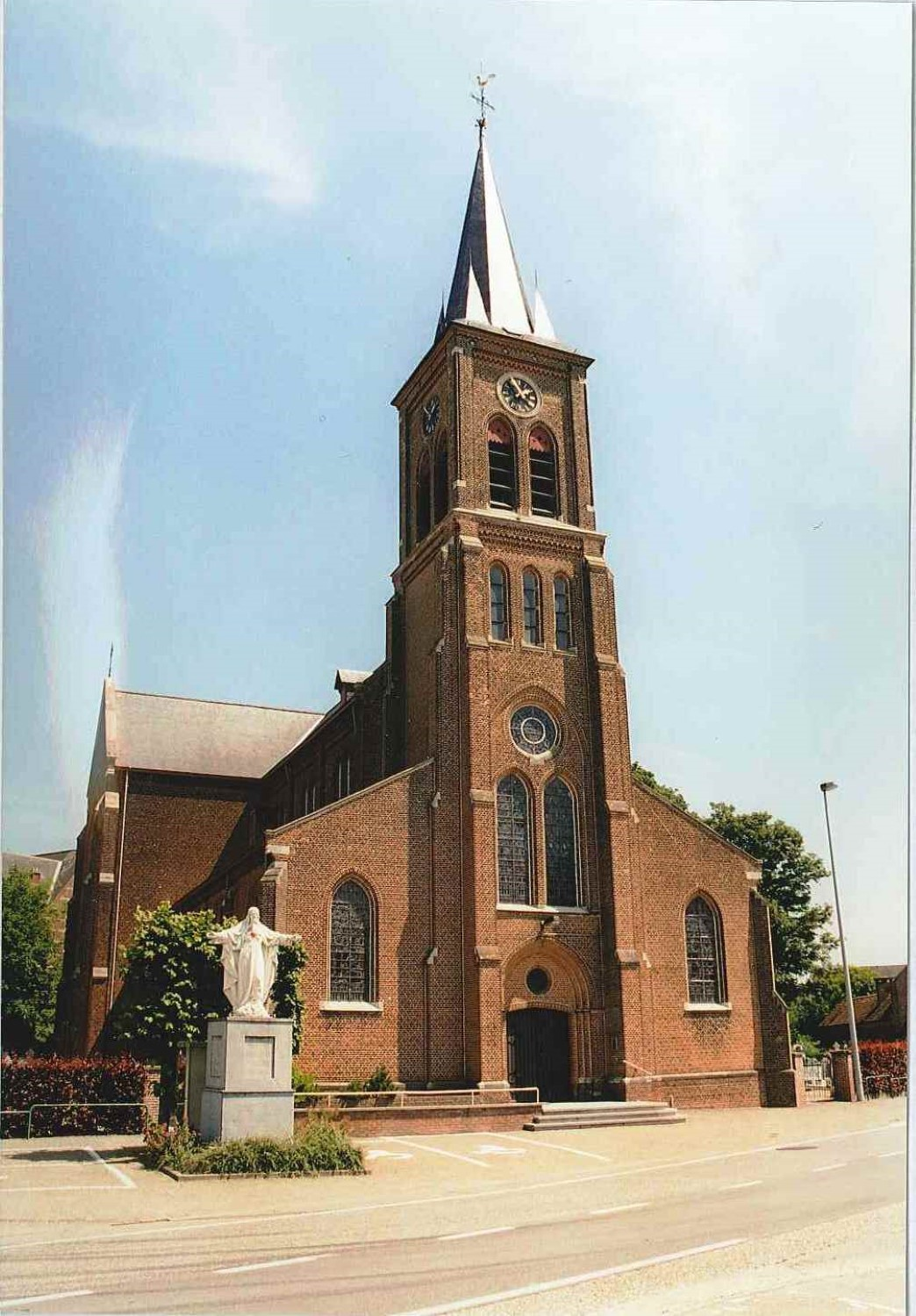
Onze-Lieve-Vrouwekerk

De Onze-Lieve-Vrouwekerk is de parochiekerk van het tot de Antwerpse gemeente Meerhout behorende dorp Gestel, gelegen aan de Gestelsesteenweg.

## Geschiedenis
Al in 1425 werd melding gemaakt van een kapel in Gestel. In 1436 werd een kapelanie gesticht, die afhankelijk was van de Sint-Trudoparochie te Meerhout.
De kapel lag in de schans van het dorp. Deze diende niet alleen als verdedigingswerk, maar ook als ontmoetingsplaats waar de belangrijkste gebouwen stonden, zoals de tiendschuur en de schepenkamer zich bevonden.
De grond binnen de schans kwam na de Franse tijd in bezit van de parochie.
De aan Maria gewijde kapel mocht vanaf 1820 ook gebruikt worden om zondagsmissen in op te dragen. In 1823 werd de kapel een bijkerk van de Meerhoutse Sint-Trudoparochie en in 1869 een zelfstandige parochie. In 1871 werd de kapel gesloopt.
Van 1871-1873 werd op de plaats van de kapel een kerk gebouwd naar ontwerp van Pieter Jozef Taeymans.

## Gebouw
Het betreft een bakstenen georiënteerde kruisbasiliek met ingebouwde westtoren, uitgevoerd in neogotische stijl. De toren heeft vijf geledingen. Het koor is driezijdig afgesloten.
Naast de kerk bevindt zich een Heilig Hartbeeld.

## Interieur
Het interieur wordt overkluisd door kruisribgewelven.
Het kerkmeubilair is in hoofdzaak neogotisch en stamt uit de 19e eeuw. Enkele 15e- en 16e-eeuwse beelden en schilderijen zijn afkomstig uit de voormalige kapel.